# Соборна вулиця (Миколаїв)
Соборна вулиця — центральна вулиця міста Миколаєва,  найдовша пішохідна вулиця в Україні (завдовжки 1,5 км). Розташована на семи кварталах. Пішохідною є частина від Адміральської вулиці до Центрального проспекту (завдовжки 1 км).

## Історія
Соборна вулиця — поперечна вулиця в Городовій частині старого Миколаєва. Понад 40 років від заснування Миколаєва вулиця не мала власної назви. За генеральним планом вулиця не мала особливого значення для життя міста й була продовженням Єлісаветградської дороги. До 1820-х років ХІХ століття це був звичайний поштовий тракт на Очаків та Одесу. На перших планах міста вулиця була вкрай малозабудованою. У 1820 році міську торгівлю з Адміральської було перенесено на Соборну. На вулиці з'явилися Міська управа та старий Музикантський будинок. У проєкті поліцмейстера Павла Федорова (1822), не затвердженому адміралом Олексієм Грейгом, було запропоновано назву Єлисаветградська вулиця, оскільки вона вела до Інгульського мосту через Інгульський спуск, а від моста починалася Єлисаветградська дорога.
У 1835 році назву Соборної вулиці було запропоновано поліцмейстером Григорієм Автономовим, яка пов'язана з тим, що на початку цієї вулиці знаходився поряд Собор святого Григорія Великої Вірменії.
| Вулиця до Жовтневого перевороту. |
| Будівля міської думи. 1900 рік   |

У тому ж 1835 році був складений перший перелік назв вулиць.
Згодом, у другій половині XIX століття, вулицю подовжено на південь до Каботажного спуску, повз Вавілову Дачу. Тоді довжина вулиці Соборної в чотири рази перевершувала довжину сучасної вулиці. 
Роль головної торгової вулиці за Соборною закріпилася з 1862 року, коли Миколаїв став відкритим містом. На Соборній почалося жваве будівництво, проте справжня слава головної вулиці Миколаєва прийшла на Соборну, коли місто очолив фон Глазенап. Миколаїв відкрили для іноземців, тож варто було подумати, як тепер виглядатиме головна вулиця міста. Тому на Соборній вулиці було вирішено навести лад. Починаючи з 1865 року на вулиці скупили всі пустки та старі будинки, які згодом знесли. У 1890—1910 роках на їхньому місці почали споруджувати двох- та триповерхові будинки. Вони належали багатим містянам, як мали в Миколаєві по декілька подібних споруд, так звані «доходні будинки» з крамницями на першому поверсі, готелі та ресторани. З 1897 року Соборною вулицею було прокладено лінію трамвайної конки Бельгійського анонімного товариства. У 1914 році вулицею відкритий перший трамвайний маршрут, який вже належав місту.
На початку ХХ століття Соборна стає головною торгово-ремісничою вулицею. Базарна площа, що починалася на перетині Соборної та Херсонської (нині — Центральний проспект) поділила вулицю на дві частини: на заможну торгово-суспільну та промислово-ремісничу.
Після вбивства імператора Олександра II деякий час називалася Олександрівською вулицею (за каплицею на честь царя, яка не збереглася). Після Жовтевого перевороту, у 1920-х роках, перейменована на вулицю Радянську — на честь Рад робітничих, солдатських і селянських депутатів. Собор зруйнований у 1930-х роках. Суттєво постраждала вулиця під час Другої світової війни. Будинки на тодішній вулиці Радянській знищували радянські війська при відступі влітку 1941 року (майже всі будівлі підірвали сапери), а решту залишившися підривали німецько-фашистські війська при відступі навесні 1944 року.
У 1954 році трапилась дуже несподівана на той час для місцян подія. Вулицю вирішили зробити повністю пішохідною. Трамвайні рейки звідси прибрали і розмістили на вулиці Потьомкінській, а возам з кінною чи то воловою тягою заборонили рух. Саме так Соборна, хоча на той час це ще була Радянська, стала першою повністю пішохідною вулицею на теренах СРСР.
У 2016 році, в ході декомунізації, вулиці відновлена історична назва. 
Нині Соборна — центральна вулиця міста, де заборонено рух транспорту, найулюблене місце відпочинку, прогулянок, зустрічей мешканців та гостей міста. У Каштановому сквері облаштована сцена для концертів. Каштановий сквер прикрашають два мармурові леви, що стояли перед будинком Аркасів на розі вулиць Адміральської та Соборної.
Вулиця Соборна занесена до Книги рекордів України, як найдовша пішохідна вулиця.

## Пам'ятки та будівлі
- Пам'ятник корабелам і флотоводцям Миколаєва, на розі вулиць Маріупольської, Макарова, Соборної та Центрального проспекту.
- Пам'ятник Святому Миколі — святому заступнику міста у Каштановому сквері (скульптор Іван Булавицький).
- Адміралтейський собор — знесений за часів СРСР.
- Будинок зв'язку (на місці будівлі міської Думи, яку збудував архітектор Євген Штукенберг) на перетині вулиць Соборної та Адміральської — зруйнований під час Другої світової війни.
- Універмаг «Дитячий світ» — колишній Центральний універсальний магазин Миколаєва, на розі вулиць Соборної та Шевченка.
- Універсам «Сотка», на розі вулиці Соборної та Центрального проспекту.
- Будівля готелю «Контіненталь» (з 1932 до 2002 року готель «Центральний») — пам'ятка архітектури місцевого значення, збудована у XIX столітті, що певний час належала Леоніду Інглезі.
- Будинок № 4 — двоповерховий будинок, збудований у середині XIX століття з вапняку. Тинькований, Г-подібний у плані, з напівкруглим зовнішнім кутом, від якого відходять прямокутні крила. Другий поверх кута прикрашають пілястри іонічного ордеру і він має напіциркульні вікна. Віконні пройми крил прямокутні. У будинку народився і мешкав до 1892 року (його сім'я займала другий поверх) вчений-транспортник Микола Образцов, про що свідчить мармурова меморіальна дошка, встановлена у 1967 році[7].